# HDK Maribor
Der HDK Stavbar Maribor (Hokejsko Drsalni Klub Maribor) ist ein 1993 gegründeter slowenischer Eishockeyklub aus Maribor. Die Heimspiele werden in der 3000 Zuschauer fassenden Ledna Dvorana Tabor ausgetragen. Die Mannschaft spielt in der höchsten Klasse des Landes, der Slowenischen Eishockeyliga, bzw. in der 2009 gegründeten Slohokej Liga.

## Geschichte
Der HDK Stavbar Maribor nahm nach seiner Gründung in der Saison 1993/94 den Spielbetrieb in der slowenischen Eishockeyliga auf.
Das Team nahm den Austragungen des IIHF Continental Cup in den Spielzeiten 2008/09 und 2009/10 teil. Das Team schied bei beiden Teilnahmen in der dritten Runde aus und verbuchte dabei einen Sieg und fünf Niederlagen.

## Erfolge
- Meister Slohokej Liga: 2009/10 (1 Mal)

## Frauenmannschaft
Die Frauenmannschaft des Vereins nahm, als Gründungsmitglied der Liga, zwischen 2004 und 2011 an der EWHL teil. Dabei spielten die Frauen bis 2009 aus Sponsoring-Gründen unter dem Namen Terme Maribor, während die Herrenmannschaft als Stavbar Maribor antrat.
Seit 2011 nimmt der HDK Maribor neben der slowenischen Meisterschaft auch an der Dameneishockey-Bundesliga teil.

## Bekannte ehemalige Spieler
- Jan Muršak
- Mitja Robar
- Matjaž Kopitar
- Miha Verlič